# Савенков, Роман Сергеевич
Рома́н Серге́евич Савенко́в (23 апреля 1989, Первомайск, СССР) — российский футболист, вратарь.
Стал чемпионом Европы 2006 года среди юношей до 17 лет, но на поле не выходил. Мастер спорта России.

## Биография
Воспитанник футбольной академии имени Юрия Коноплёва, тренеры Геннадий Васильевич Танких, Виталий Владимирович Федчук. В 2006—2008 годах играл в команде второго дивизиона «Крылья Советов-СОК»/«Академия» Димитровград. В пером же матче 6 июня 2006 против челябинского «Зенита» пропустил 7 голов. В следующем своём матче 17 июня против самарского «ЮНИТа» к 34 минуте пропустил 4 гола и через 7 минут был заменён. 27 июня в матче с «Ностой» пропустил три гола на 41, 42 и 44 минутах и после перерыва был заменён. В августе отыграл ещё три полных матча, в которых пропустил 8 мячей. В 2007 году в шести матчах пропустил 10 голов, дважды отстояв на «ноль». В сезоне-2008 в 14 матчах пропустил 39 голов, из них в игре против нижегородской «Волги» — восемь. Единственный «сухой» матч провёл против «ЮНИТа», выйдя на замену на 80 минуте.
После «Академии» в профессиональных соревнованиях не выступал. В 2009 году играл за клуб «Столица-2» Москва, с 2010 по состоянию на 2012 год — за «Строитель» Пенза.